# 2008年世界房車錦標賽西班牙站
2008年世界房車錦標賽西班牙站是2008年度世界房車錦標賽的第三站賽事，正式比賽在2008年5月18日於西班牙里卡度拖姆賽道上舉行。這是歷來第四次在西班牙舉行賽事。第一回合由雪佛蘭車隊的約克·梅拿勝出，第二回合由雪佛蘭車隊的文尼勝出。